# Afghansk mynde
En Afghansk mynde eller afghaner er en hunderace. Det er en mellemstor mynde med en utrolig pelspragt. Den er en urgammel race af orientalsk oprindelse.

## Oprindelse og alder
Den originale afghaner stammer fra grænsestrøgene mellem Afghanistan, Pakistan og Indien, hvor den stadig findes i en række varianter. Også en korthåret version. Racen er kendt under mange navne som balkh tazi, barutzy hound, baluchi hound og kabul tazi.
De hunde vi ser i vesten ligner ligner i al deres pragt ikke de oprindelige hunde særligt meget hverken i anatomi eller eksteriør. De mere oprindelige typer er bakhmull og khalag tazi.
Lignende hunde er afbildet i grottetegninger i Afghanistan, som er ca. 4.000 år gamle, så racen er måske opstået for omkring 5.000 år siden og er en af vores ældste hunderacer.
Nogle har ment at den oprindelig kom til Afghanistan fra Mellemøsten, og at den har et fælles ophav med saluki, sloughi og azawakh. Moderne forskning med DNA har imidlertid vist, at det ikke kan være tilfældet. Afghaneren står sloughi og azawakh genetisk nærmere end den gør saluki, men alligevel så fjernt, at der ikke er tale om et slægtskab.
De første afghanere kom til Europa sidst i 1800-tallet med soldater, som vendte hjem fra krig i Afghanistan, men racen kan ikke regnes som etableret her før efter første verdenskrig. Storbritannien regnes som hjemland og er ansvarlig for racestandarden.

## Udseende, anatomi og fysik
Den flotte og meget karakteristiske pels gør racen til en af verdens smukkeste og mest iøjnefaldende hunde. Hunden er kvik og frisk og har en let og spændstig gangart, som ellers kun ses hos racen azawakh. Hannerne bliver omkring 68-74 cm høje og vejer normalt ca. 27 kg. Tæverne bliver ca. 63-69 cm høje og vejer normalt omkring 23 kg.
Afghaneren giver et billede af styrke og værdighed sammen med fart og kraft. Kroppen er højrejst og stolt, mere kvadratisk end rektangulær. Hovedet bæres højt og er langt og fladt og har tydelig nakkeknøl. Det bæres stolt på en lang og stærk nakke. Ryggen er ret og muskuløs og har moderat længde. Brystkassen dyb med godt buede ribben. Pelsen er lang og har meget tynd struktur på brystkassen, for- og bagben og flankerne. Hos voksne hunde skal pelsen være kort og tæt fra skuldrene og bagover langs sadlen. Lang pels fra panden og bagover, som har en tydelig silkeagtig hårtop. Rigelig med pels på ører og ben, men kort langs snudepartiet. Alle farver er tilladt.
Afghaneren hører til de mynder, som har størst udholdenhed. Den kan holde en jagt gående i højt tempo i timevis og er stærk og energisk. Den har meget god kropskontrol og er meget bevægelig og godt balanceret i alle situationer. De anatomiske forskelle mellem bakhmull og traditionel vestlig afghaner (som er bekrevet på denne side), som altså oprindelig var en og samme hund, er blevet så store, at det giver grund til alvorlig eftertanke med hensyn til sidstnævnte, som mange opdrættere mener er i færd med at blive usund og uharmonisk som mynde.

## Brugsområde
Den lange, varme og højst særprægede pels må have udviklet sig i og omkring de golde og kolde afghanske højsletter. Der er disse hunde hovedsagelig blevet brugt som vagt- og hushunde, men også til hetzjagt (coursing) på vilde klovdyr, ørkenræv og kanin, ja til og med som hyrde- og kvæghund; en meget alsidig race.
I dag er den hund først og fremmest en god familiehund, men den ses ofte på hundeudstillinger rundt om i verden. I Norge er også lure coursing en populær sport for racen, som er en af de mest populære mynder.

## Lydighed og væremåde
Over for dem den kender og er glad for, er den hengiven og loyal til det ubegribelige. Ovenfor fremmede er den mere reserveret og skeptisk af natur, men ikke på nogen måde uvenlig. Afghaneren er en familievenlig hund og god sammen med børn.
Den lange pels skal redes ofte. Til gengæld tåler racen kulde godt. Udendørs er den en meget livlig og aktiv hund, som gerne jager naboens kat, hvis den får chancen. Den har en god del jagtinstinkt i sig, så den vil jage, hvis muligheden er der. Den er god sammen med andre hunde, men har brug for en god del fysisk træning for at forblive harmonisk og trives maksimalt.

## Andet
Racen har en krævende pels.